# Mentovich Ferenc
Mentovich Ferenc, (Nagydebrek, 1819. április 19. – Marosvásárhely, 1879. december 15.) magyar költő és filozófus.

## Életpályája
Apja a gróf zabolai Mikes család gazdatisztje volt. A gimnáziumot és a kétéves jogi tanfolyamot Nagyenyeden végezte el; itt id. Szász Károly, megismerve az ifjú nagy tehetségét, hogy őt valamivel segítse, Károly fia nevelését is rábízta. Első költeményeit is innen közölte Mentovich Szentiványi József Reményében, és a Virágkosár című ifjúsági zsebkönyvben. Az Athenaeum 1840-ben közölt tőle először egy csinos kis verset Alpár álnév alatt. Ezután folyton hozott tőle költeményeket több fővárosi hírlap.
Nagyenyedről 1841-ben Bécsbe, innen Berlinbe utazott, hallgatva az Ettingshausen, Ohm, Mitscherlich, Magnus, Dove és a két Rose természettani és matematikai előadásait; a katolikus hitről is Berlinben tért át a református vallásra. Nagyobb utazást tett a Rajna mentén, Svájcban és Dél-Németországban. 1843-ban tért haza, és feleségül vette Vajda Annát. A Kemények gáldi kastélyában lakott, mint Albert báró fiának, Lászlónak nevelője, s kötelessége mellett a csendes családi élet, a költészet és a természet szeretete töltötte be lelkét. Nem sokat, s mindig csak belső szükségből írt.
Erdély akkori nagy nemzeti mozgalma, az unió Magyarországgal, őt sem hagyta érintetlenül; 1847-ben egy füzet Unio-dalokat bocsátott közre, később barátaival, Gyulai Pállal és a Szász Károllyal együtt Nemzeti szinek címmel adott ki egy költeményfüzért (1848). A szabadságharc ügyét tudományával szolgálta hasznosan, nevelői állását elhagyva, Jánosi barátjával együtt lőpor- és gyutacsgyártáshoz látott. A szabadságharc befejezte után Pesten hírlapírással és óraadással kereste kenyerét és egy ideig Nyitraújlakon a kivégzett Jeszenák János báró gyermekeit is tanította.
1850-ben Nagykőrösre hívták tanárnak. Itt adta ki természeti és hazafias költeményeinek legjavát az inkább szerény, mint találó Száraz lombok cím alatt (Pest, 1854). Az Idegen című kisebb verses elbeszélését is itt írta; ezzel a Vasárnapi Ujság 20 aranyos díját nyerte meg.
1856-ban a marosvásárhelyi református főiskola természettani tanszékére hívták meg, ezt el is fogadta, és haláláig megmaradt ebben az állásában. Tanítványai közé tartozott Horváth Ödön, a későbbi költő, író, akadémikus, akinek költői szárnypróbálgatásait maga is támogatta. Itt szerkesztette és adta ki 1859 és 1861 között a Marosvásárhelyi Füzeteket, melyekkel a tudományok népszerűsítésére kívánt hatni. Később a Székely Néplap, aztán a Székely Közlöny szerkesztője lett.
Materialista irányú természetbölcseleti könyvét, melyet csak alig tudott a Schmerling-kormány kezéből kiszabadítani. Új világnézlet címmel 1871-ben adhatta ki.

## Művei

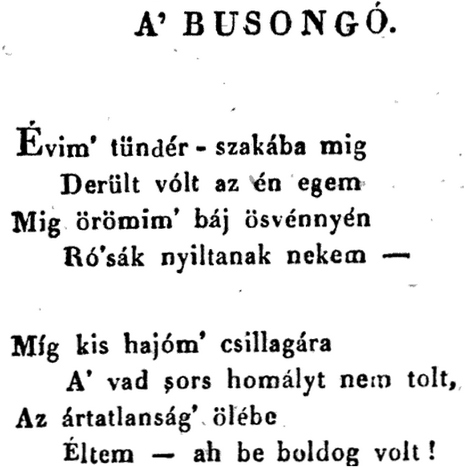
A Busongó c. ifjúkori versének részlete (Virágkosár, 1836)

- Unió-dalok; Barra-Stein Ny., Kolozsvár, 1847
- Gyulai Pál–Mentovics Ferenc–Szász Károly: Nemzeti színek; Barráné és Stein, Kolozsvár, 1848
- Száraz lombok; Lukács Ny., Pest, 1854
- Halotti búcsúhangok; Gallia Fülöp, Kecskemét, 1856
- Marosvásárhelyi füzetek. Tudományos és szépirodalmi folyóirat; szerk. Mentovich Ferenc; Mentovich Ferenc, Marosvásárhely, 1858-1860
- A természettan elemei. Népiskolák használatára; Wittich, Marosvásárhely, 1865
- Számtan (Maros-Vásárhely, 1869)
- Az uj világnézlet; Wittich, Marosvásárhely, 1870
- Számítás könyve (Kolozsvár, 1873).
- Az új világnézlet; sajtó alá rend., bev., jegyz. Hajós József; Kriterion, Bukarest, 1974 (Téka)